# Ptasznik z Alcatraz
Ptasznik z Alcatraz (oryg. Birdman of Alcatraz) – film z 1962 roku w reżyserii Johna Frankenheimera powstały na podstawie książki Thomasa E. Gaddisa. Film opowiada fikcyjną wersję życia więźnia Roberta Strouda, znanego pod pseudonimem "Ptasznik z Alcatraz". Zdjęcia kręcono w San Francisco i okolicach.
Robert Stroud nigdy nie zobaczył filmu.

## Obsada
- Burt Lancaster - Robert Stroud
- Karl Malden - Harvey Shoemaker
- Thelma Ritter - Elizabeth Stroud
- Neville Brand - Bull Ransom
- Betty Field - Stella Johnson
- Telly Savalas - Feto Gomez
- Edmond O’Brien - Tom Gaddis
- Hugh Marlowe - Roy Comstock
- Whit Bissell - Dr. Ellis

## Nagrody
- 23. MFF w Wenecji: Puchar Volpiego dla najlepszego aktora (Burt Lancaster)